# Паламон
Преподобный Паламон Фиваидский (ум. ок. 330; наставник св. Пахомия Великого, д. п. 12/25 августа, катол. — 11 января) — Фиваидский пустынник.
В начале IV века стал духовным отцом и наставником молодого подвижника, будущего основателя общежительного монашества в Египте преподобного Пахомия Великого. Когда Пахомий пришёл к Паламону, тот вначале отказал ему, считая его слишком юным (около 22 лет) для трудной, пустынной жизни, однако Пахомий настоял, обещая безропотное послушание. Старец принял Пахомия и строгим искусом готовил к трудам пустынной жизни.
После 10 лет пустынножительства они по указанию Божию выстроили иноческое жилище в Тавенниси. Паламон благословил Пахомия на отдельное жительство, однако Пахомий до смерти старца руководился его наставлениями.
Незадолго до смерти Паламон благословил начало основания Тавеннисийской обители и предсказал будущую её славу.